# RADIO ORBIT
『RADIO ORBIT』（レディオ・オービット）は、ZIP-FMで放送されているラジオ番組である。2011年4月より放送開始。2021年4月で放送開始10周年を迎えた。

## 概要
「ラジオのこれからを創造する」をコンセプトに「ラジオの持つ懐かしさと新しさ」を「今の価値観」で届けていく番組である。クリス・グレンにとっては7年ぶりのZIP-FM復帰となる。
また、気象情報、最新ニュースはこの番組の12時台を持って最終版となる。

## 出演者
- クリス・グレン
- 夏川愛実（2025年4月6日 - ）

### 過去の出演者
- 成田真美（2011年4月 - 2016年3月27日）
- 花上裕香（2016年4月3日 - 2020年3月29日）
- 矢方美紀（2020年4月5日 - 2025年3月30日）
- 石井七瀬（2021年4月4日 - 2022年3月27日、ソニー損保 HIGHWAY★GOURMET NOTE内）
- 神原真理（2022年4月3日 - 2024年9月29日、ソニー損保 HIGHWAY★GOURMET NOTE内）

代打ナビゲーター
- 川村茉由（2020年8月23日、矢方の代打）
- 中川大輔（2021年6月20日・2022年4月3日、クリス・グレンの代打）

## 放送時間
いずれもJST。
- 毎週日曜日 10時 〜 13時（2011年4月 〜 2013年3月、2018年4月 〜 現在）

過去の放送時間
- 毎週日曜日 9時 〜 13時（2013年4月 〜 2018年3月）

## タイムテーブル
| 時間  | コーナー名                                    |
| ----- | --------------------------------------------- |
| 10:15 | ソニー損保 HIGHWAY GOURMET NOTE               |
| 10:30 | TOYOTA COROLLA NAGOYA presents CRUISING BEATS |
| 11:06 | Yellow Hat CAR LIFE NAVIGATION                |
| 12:17 | メイスイ 「WEATHER INFORMATION」最終版        |
| 12:39 | マウスコンピューター 「HEADLINE NEWS」最終版  |
| 12:41 | 愛知トヨタ自動車 「TRAFFIC INFORMATION」      |

## 主なコーナー
- HIGHWAY GOURMET NOTE
- CRUISING BEATS
- CAR LIFE NAVIGATION
- History Mystery

### 過去のコーナー
- TIME LINE JOURNEY
- REQUEST MUSIC CHART
- real Beauty
- FEEL THE HAPPINESS
- ECO ECO ACTION
- CLICK EYE（2020年7月 - 9月）
- GO FOR IT, ZIPPIE!